# Mentz (New York)
Pour les articles homonymes, voir Mentz.
Mentz est une ville (town) située dans le comté de Cayuga, dans l' État de New York, aux États-Unis,. En 2010, elle comptait une population de 2 378 habitants, estimée au 1er juillet 2016 à 2 282 habitants. La ville est fondée en 1802.

## Démographie
Lors du recensement de 2010, la ville comptait une population de 2 378 habitants. Elle est estimée, en 2016, à 2 282 habitants.